# Referèndum d'independència d'Ucraïna
L'1 de desembre de 1991 es va celebrar a Ucraïna un referèndum sobre l'Acta de Declaració d'Independència. Una aclaparadora majoria del 92,3% dels votants va aprovar la declaració d'independència realitzada per la Rada Suprema el 24 d'agost de 1991.